# Costituzione del Texas
La Costituzione del Texas (in inglese Constitution of the State of Texas) è un documento costituzionale che descrive la struttura e le funzioni del governo del Texas. L'attuale costituzione è in vigore dal 15 febbraio 1876. Il Texas ha avuto altre cinque costituzioni in precedenza, rispettivamente negli anni 1836, 1845, 1861, 1866 e 1869.

## Articoli
L'attuale costituzione comprende 17 articoli, ognuno dei quali è diviso in alcune sezioni:
- Articolo 1: Bill of Rights
- Articolo 2: The Powers of Government
- Articolo 3: Legislative Department
- Articolo 4: Executive Department
- Articolo 5: Judicial Department
- Articolo 6: Suffrage
- Articolo 7: Education
- Articolo 8: Taxation and Revenue
- Articolo 9: Counties
- Articolo 10: Railroads
- Articolo 11: Municipal Corporations
- Articolo 12: Private Corporations
- Articolo 13: Spanish and Mexican Land Titles
- Articolo 14: Public Lands and Land Office
- Articolo 15: Impeachment
- Articolo 16: General Provisions
- Articolo 17: Mode of amending the Constitution of this State